# Sylwia Siemienas
Sylwia Siemienas (ur. 5 grudnia 1996 w Poznaniu) – polska koszykarka występująca na pozycjach silnej skrzydłowej lub środkowej, ostatnio zawodniczka SKK Polonia Warszawa.

## Osiągnięcia
Stan na 23 marca 2023.
Drużynowe
- Mistrzyni Polski:
  - Sezon 2016/2017
  - kadetek U–16 (2012)
- Brązowa medalistka w Pucharze European Women's Basketball League[1]
- Brązowa medalistka mistrzostw Polski juniorek:
  - starszych U–22 (2015, 2016)
  - U–18 (2012, 2014)
- Awans do PLKK z MUKS-em Poznań (2015)
- Zwyciężczyni turnieju w Trutnovie (2017)[2]